# Порто-Веккьо
Порто-Веккьо  (фр. Porto-Vecchio, итал. Porto Vecchio, корс. Portivechju) — город и одноимённый порт, расположенный на восточном побережье Тирренского моря, в южной части о. Корсика, на побережье одноимённого залива в месте впадения р. Стабачи, а также центр административной единицы — одноимённой коммуны во Франции, находится в регионе Корсика. Департамент коммуны — Южная Корсика. Административный центр кантонов Бавелла и Гран-Сюд. Округ коммуны — Сартен.
Код INSEE коммуны — 2A247.
Город соединён дорогой N198 c городами Бастией и Бонифачо. Культурный центр, место проведения фестивалей, провинциальных праздников и ярмарок. В жизни города первостепенное значение имеет туризм, сезон продолжается с мая по конец сентября, пик сезона приходится на вторую половину августа. Жители города считают себя корсиканцами, хотя с этнической точки зрения большинство являются французами, итальянцами и испанцами; разговорным языком является французский, редко корсиканский. Для HORECA-индустрии характерно отсутствие сетевых заведений и международных брендов.

## Население
Население коммуны на 2008 год составляло 11 057 человек.
| 1962 | 1968 | 1975 | 1982 | 1990 | 1999   | 2008   |
| ---- | ---- | ---- | ---- | ---- | ------ | ------ |
| 4494 | 5148 | 7510 | 8095 | 9307 | 10 326 | 11 388 |

## Экономика

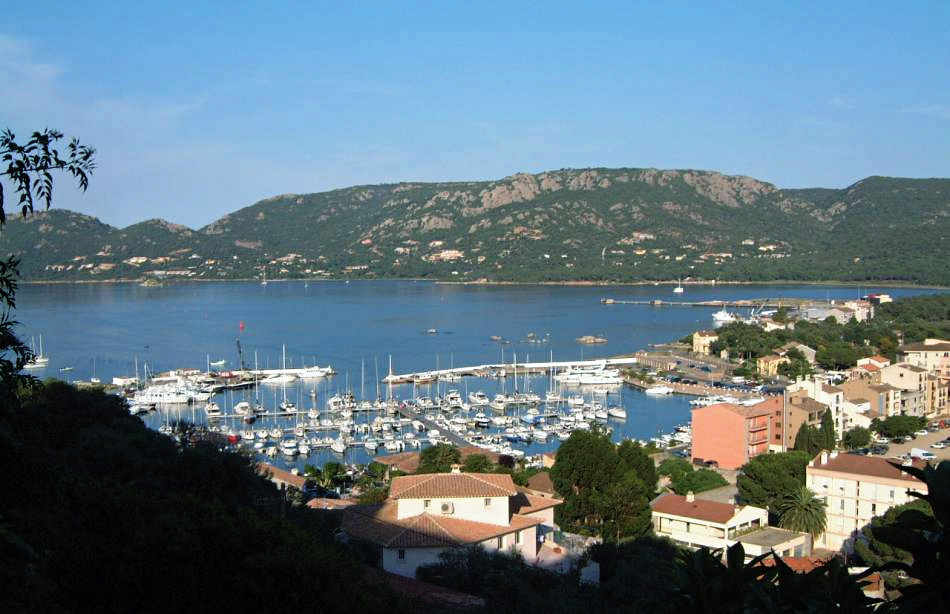
Порт Порто-Веккьо

Город и окрестности являются центром соледобычи и рыболовства, а также популярным морским курортом и туристическим центром, известным своими пляжами, средневековыми постройками и условиями для занятий водными видами спорта и альпинизма. Кроме того, имеется яхтенный и морской порт, центр паромного сообщения. Окрестности — центр сельского хозяйства, в том числе виноградарства и виноделия, производства оливкового масла и продукции из каштанов, специй и эфирных масел. Распространено также пчеловодство (пасеки дают тёмный корсиканский мёд) и животноводство — в окрестных фермерских хозяйствах в промышленном масштабе производятся окорока жамбон (аналог хамона) и колбасы сарсизи из мяса чёрных корсиканских свиней полудикого содержания, откармливаемых в каштановых рощах. В товарных количествах производится также овечий и козий сыр. Данные продукты являются местными специалитетами и экспортируются в страны еврозоны. Из крепких алкогольных напитков в окрестностях полукустарным способом производятся лимончелла и миртовка, также относимые к местным специалитетам и продающиеся как под частными, так и супермаркетными брендами.
В 2007 году среди 7396 человек в трудоспособном возрасте (15—64 лет) 5097 были экономически активными, 2299 — неактивными (показатель активности — 68,9 %, в 1999 году было 62,5 %). Из 5097 активных работали 4364 человека (2525 мужчин и 1839 женщин), безработных было 733 (328 мужчин и 405 женщин). Среди 2299 неактивных 553 человека были учениками или студентами, 464 — пенсионерами, 1282 были неактивными по другим причинам.

В 2008 году в коммуне насчитывалось 4430 облагаемых налогом домохозяйств, в которых проживали 10 868 человек, медиана доходов составляла 15 314 евро на одного человека.